# Ливингстон (Шотландия)
Ливингсто́н (англ. Livingston, гэльск. Baile Dhùn Lèibhe, скотс Leivinstoun) — город в центральной части Шотландии. Административный центр округа Уэст-Лотиан.

## География
Расположен у северо-восточного подножья Южно-Шотландской возвышенности, по обоим берегам реки Алмонд. Находится в 23 км к юго-западу от Эдинбурга и в 520 км к северу от Лондона.

## История
Местность на которой ныне расположен город, ранее был важным центром добычи сланцевой нефти. К 1870 году здесь добывалось более 3 миллионов тонн сланца. В начале XX века добыча сланца резко сократилось, из-за открытия запасов жидкой нефти по всему миру. А к 1962 году его добыча окончательно была приостановлена.
Современный город Ливингстон был построен в 1962 году, в рамках закона о «Новых городах» 1946 года, призванного разрешить проблему перенаселения города Глазго.

## Города-побратимы
- Германия: Мешеде (Северный Рейн-Вестфалия).
- США: Грэпвайн (Техас).